# Championnat du Royaume-Uni de snooker seniors 2019
Le championnat du Royaume-Uni seniors 2019 est un tournoi de snooker de la tournée mondiale seniors comptant pour la saison 2019-2020. L'épreuve s'est déroulée du 24 au 25 octobre 2019 à la Bonus Arena de Hull en Angleterre et a été parrainée par la société anglaise Rokitphones.com. 
L'événement compte 12 participants parmi les légendes du snooker. Le vainqueur remporte une récompense de 10 000 £.

## Faits marquants
Les tournois qualificatifs sont remportés par Rodney Goggins, Michael Judge, Patrick Wallace et Rory McLeod.
Le tenant du titre est Ken Doherty. Il s'était imposé contre Igor Figueiredo en finale. L'édition 2019 est également remportée par un irlandais, puisque Michael Judge domine Jimmy White 4-2 en finale. Judge a arboré un taux d'empochage de 88% en finale et un taux de coup de défense réussis de 96%. Il signe le meilleur break du tournoi avec 114 points.

## Dotation
La répartition des prix est la suivante :
- Vainqueur : 10 000 £
- Finaliste : 5 000 £
- Demi-finaliste : 2 500 £
- Quart de finaliste : 1 000 £
- Meilleur break : 500 £
- Dotation totale : 24 500 £

## Tableau principal
|  | 1er tour au meilleur des 5 manches | 1er tour au meilleur des 5 manches | 1er tour au meilleur des 5 manches |                 |   | Quarts de finale au meilleur des 5 manches | Quarts de finale au meilleur des 5 manches | Quarts de finale au meilleur des 5 manches |   |  | Demi-finales au meilleur des 5 manches | Demi-finales au meilleur des 5 manches | Demi-finales au meilleur des 5 manches |   |  | Finale au meilleur des 7 manches | Finale au meilleur des 7 manches | Finale au meilleur des 7 manches |
|  |                                    |                                    |                                    |                 |   |                                            |                                            |                                            |   |  |                                        |                                        |                                        |   |  |                                  |                                  |                                  |
|  |                                    |                                    |                                    |                 |   |                                            |                                            |                                            |   |  |                                        |                                        |                                        |   |  |                                  |                                  |                                  |
|  |                                    |                                    | Jimmy White                        | 3               |   |                                            |                                            |                                            |   |  |                                        |                                        |                                        |   |  |                                  |                                  |                                  |
|  |                                    |                                    |                                    | 3               |   |                                            |                                            |                                            |   |  |                                        |                                        |                                        |   |  |                                  |                                  |                                  |
|  |                                    |                                    |                                    | Rory McLeod     | 2 |                                            |                                            |                                            |   |  |                                        |                                        |                                        |   |  |                                  |                                  |                                  |
|  |                                    | Sean Lanigan                       | 1                                  | Rory McLeod     | 2 |                                            |                                            |                                            |   |  |                                        |                                        |                                        |   |  |                                  |                                  |                                  |
|  |                                    | Sean Lanigan                       | 1                                  |                 |   |                                            |                                            |                                            |   |  |                                        |                                        |                                        |   |  |                                  |                                  |                                  |
|  |                                    | Rory McLeod                        | 3                                  |                 |   |                                            |                                            |                                            |   |  |                                        |                                        |                                        |   |  |                                  |                                  |                                  |
|  |                                    |                                    |                                    |                 |   |                                            |                                            | Jimmy White                                | 3 |  |                                        |                                        |                                        |   |  |                                  |                                  |                                  |
|  |                                    |                                    |                                    |                 |   |                                            |                                            |                                            | 3 |  |                                        |                                        |                                        |   |  |                                  |                                  |                                  |
|  |                                    |                                    | Patrick Wallace                    | 0               |   |                                            |                                            |                                            |   |  |                                        |                                        |                                        |   |  |                                  |                                  |                                  |
|  |                                    |                                    | Patrick Wallace                    | 0               |   |                                            |                                            |                                            |   |  |                                        |                                        |                                        |   |  |                                  |                                  |                                  |
|  |                                    |                                    |                                    |                 |   |                                            |                                            |                                            |   |  |                                        |                                        |                                        |   |  |                                  |                                  |                                  |
|  |                                    |                                    |                                    |                 |   |                                            |                                            |                                            |   |  |                                        |                                        |                                        |   |  |                                  |                                  |                                  |
|  |                                    |                                    | John Parrott                       | 2               |   |                                            |                                            |                                            |   |  |                                        |                                        |                                        |   |  |                                  |                                  |                                  |
|  |                                    |                                    |                                    | 2               |   |                                            |                                            |                                            |   |  |                                        |                                        |                                        |   |  |                                  |                                  |                                  |
|  |                                    |                                    |                                    | Patrick Wallace | 3 |                                            |                                            |                                            |   |  |                                        |                                        |                                        |   |  |                                  |                                  |                                  |
|  |                                    | Cliff Thorburn                     | 2                                  | Patrick Wallace | 3 |                                            |                                            |                                            |   |  |                                        |                                        |                                        |   |  |                                  |                                  |                                  |
|  |                                    | Cliff Thorburn                     | 2                                  |                 |   |                                            |                                            |                                            |   |  |                                        |                                        |                                        |   |  |                                  |                                  |                                  |
|  |                                    | Patrick Wallace                    | 3                                  |                 |   |                                            |                                            |                                            |   |  |                                        |                                        |                                        |   |  |                                  |                                  |                                  |
|  |                                    |                                    |                                    |                 |   |                                            |                                            |                                            |   |  |                                        |                                        | Jimmy White                            | 2 |  |                                  |                                  |                                  |
|  |                                    |                                    |                                    |                 |   |                                            |                                            |                                            |   |  |                                        |                                        |                                        |   |  |                                  |                                  |                                  |
|  |                                    |                                    | Michael Judge                      | 4               |   |                                            |                                            |                                            |   |  |                                        |                                        |                                        |   |  |                                  |                                  |                                  |
|  |                                    |                                    | Michael Judge                      | 4               |   |                                            |                                            |                                            |   |  |                                        |                                        |                                        |   |  |                                  |                                  |                                  |
|  |                                    |                                    |                                    |                 |   |                                            |                                            |                                            |   |  |                                        |                                        |                                        |   |  |                                  |                                  |                                  |
|  |                                    |                                    |                                    |                 |   |                                            |                                            |                                            |   |  |                                        |                                        |                                        |   |  |                                  |                                  |                                  |
|  |                                    |                                    | Stephen Hendry                     | 3               |   |                                            |                                            |                                            |   |  |                                        |                                        |                                        |   |  |                                  |                                  |                                  |
|  |                                    |                                    |                                    | 3               |   |                                            |                                            |                                            |   |  |                                        |                                        |                                        |   |  |                                  |                                  |                                  |
|  |                                    |                                    |                                    | Rodney Goggins  | 2 |                                            |                                            |                                            |   |  |                                        |                                        |                                        |   |  |                                  |                                  |                                  |
|  |                                    | Dennis Taylor                      | 0                                  | Rodney Goggins  | 2 |                                            |                                            |                                            |   |  |                                        |                                        |                                        |   |  |                                  |                                  |                                  |
|  |                                    | Dennis Taylor                      | 0                                  |                 |   |                                            |                                            |                                            |   |  |                                        |                                        |                                        |   |  |                                  |                                  |                                  |
|  |                                    | Rodney Goggins                     | 3                                  |                 |   |                                            |                                            |                                            |   |  |                                        |                                        |                                        |   |  |                                  |                                  |                                  |
|  |                                    |                                    |                                    |                 |   |                                            |                                            | Stephen Hendry                             | 2 |  |                                        |                                        |                                        |   |  |                                  |                                  |                                  |
|  |                                    |                                    |                                    |                 |   |                                            |                                            |                                            | 2 |  |                                        |                                        |                                        |   |  |                                  |                                  |                                  |
|  |                                    |                                    | Michael Judge                      | 3               |   |                                            |                                            |                                            |   |  |                                        |                                        |                                        |   |  |                                  |                                  |                                  |
|  |                                    |                                    | Michael Judge                      | 3               |   |                                            |                                            |                                            |   |  |                                        |                                        |                                        |   |  |                                  |                                  |                                  |
|  |                                    |                                    |                                    |                 |   |                                            |                                            |                                            |   |  |                                        |                                        |                                        |   |  |                                  |                                  |                                  |
|  |                                    |                                    |                                    |                 |   |                                            |                                            |                                            |   |  |                                        |                                        |                                        |   |  |                                  |                                  |                                  |
|  |                                    |                                    | James Wattana                      | 2               |   |                                            |                                            |                                            |   |  |                                        |                                        |                                        |   |  |                                  |                                  |                                  |
|  |                                    |                                    |                                    | 2               |   |                                            |                                            |                                            |   |  |                                        |                                        |                                        |   |  |                                  |                                  |                                  |
|  |                                    |                                    |                                    | Michael Judge   | 3 |                                            |                                            |                                            |   |  |                                        |                                        |                                        |   |  |                                  |                                  |                                  |
|  |                                    | Willie Thorne                      | 2                                  | Michael Judge   | 3 |                                            |                                            |                                            |   |  |                                        |                                        |                                        |   |  |                                  |                                  |                                  |
|  |                                    | Willie Thorne                      | 2                                  |                 |   |                                            |                                            |                                            |   |  |                                        |                                        |                                        |   |  |                                  |                                  |                                  |
|  |                                    | Michael Judge                      | 3                                  |                 |   |                                            |                                            |                                            |   |  |                                        |                                        |                                        |   |  |                                  |                                  |                                  |

## Finale
| Finale au meilleur des 7 manches Arbitre : Leo Scullion           |                          |                       |
| Jimmy White Angleterre                                            | 2 - 4 ( - )              | Michael Judge Irlande |
| 1 101                                                             | Centuries Meilleur break | 1 114                 |
| Michael Judge remporte le championnat du Royaume-Uni seniors 2019 |                          |                       |

## Qualifications

### Tournoi de juin 2019
Ces rencontres se sont tenues du 21 juin 2019 au 23 juin 2019 au Snooker Palace à Bruges. Les matchs ont été disputés au meilleur des cinq manches, puis au meilleur des sept manches à compter des demi-finales. Les 33 joueurs se sont affrontés pour obtenir une place qualificative pour le tableau final. Rodney Goggins s'est qualifié.

#### Quarts de finale
- Patrick Wallace 3-0  Gary Filtness
- Stuart Watson 1-3  Rodney Goggins
- Michael Judge 3-2  Sean Lanigan
- Richard Emery 1-3  Hans Blankaert

#### Demi-finales
- Patrick Wallace 3-4  Rodney Goggins
- Michael Judge 4-1  Hans Blankaert

#### Finale
- Rodney Goggins 4-2  Michael Judge

### Tournoi de juillet 2019
Ces rencontres se sont tenues du 5 juillet 2019 au 7 juillet 2019 au Barratts Snooker Club & Bar à Northampton. Les matchs ont été disputés au meilleur des cinq manches, puis au meilleur des sept manches à compter des demi-finales. Les 64 joueurs se sont affrontés pour obtenir une place qualificative pour le tableau final. Michael Judge s'est qualifié.

#### Quarts de finale
- Matthew Couch 0-3  Leo Fernandez
- Sean Ward 2-3  Rodney Goggins
- Jonathan Bagley 3-2  Gary Filtness
- Wayne Cooper 1-3  Michael Judge

#### Demi-finales
- Leo Fernandez 4-3  Rodney Goggins
- Jonathan Bagley 1-4  Michael Judge

#### Finale
- Leo Fernandez 2-4  Michael Judge

### Tournoi de septembre 2019 (St Hélier)
Ces rencontres se sont tenues du 7 septembre 2019 au 8 septembre 2019 au First Tower Billiards & Snooker Club à Saint-Hélier. Les matchs ont été disputés au meilleur des cinq manches, puis au meilleur des sept manches à compter des demi-finales. Les 42 joueurs se sont affrontés pour obtenir une place qualificative pour le tableau final. Patrick Wallace s'est qualifié.

#### Quarts de finale
- Michael Judge 2-3  Aaron Canavan
- Gary Britton 3-1  Tony Knowles
- Patrick Wallace 3-2  Stuart Watson
- Rory McLeod 2-3  Leo Fernandez

#### Demi-finales
- Aaron Canavan 1-4  Gary Britton
- Patrick Wallace 4-0  Leo Fernandez

#### Finale
- Gary Britton 1-4  Patrick Wallace

### Tournoi de septembre 2019 (Hull)
Ces rencontres se sont tenues du 27 septembre 2019 au 29 septembre 2019 au Tradewell Snooker Club à Hull. Les matchs ont été disputés au meilleur des cinq manches, puis au meilleur des sept manches à compter des demi-finales. Les 73 joueurs se sont affrontés pour obtenir une place qualificative pour le tableau final. Rory McLeod s'est qualifié.

#### Quarts de finale
- Lee Richardson 0-3  Cary Kikis
- Rory McLeod 3-2  Neal Jones
- Aaron Canavan 2-3  James McGouran
- Rodney Goggins 3-0  Jon Charlton

#### Demi-finales
- Rory McLeod 4-0  Cary Kikis
- Rodney Goggins 4-3  James McGouran

#### Finale
- Rory McLeod 4-1  Rodney Goggins

## Centuries

### Dans le tableau principal
- 114, 114, 111  Michael Judge
- 104, 101  Jimmy White
- 100  Rodney Goggins

### Pendant les qualifications
- 142, 102  Michael Judge
- 141, 138  Stuart Watson
- 135  Aaron Canavan
- 134, 128, 127, 106, 100  Rory McLeod
- 112  Rodney Goggins
- 109  Les Dodd
- 108  Garry Britton
- 107  Darren Morgan